# Medelpad
Medelpad – prowincja historyczna (landskap)  w Szwecji, położona w środkowej części Norrland nad Zatoką Botnicką. Graniczy od południa Hälsingland, od zachodu z Härjedalen, od północnego zachodu z Jämtland oraz od północy z Ångermanland.